# دیمر (شیمی)

دایمر اسیدهای کربوکسیلیک اغلب در فاز بخار مشاهده می گردد.

یک دایمر یا دوپاره الیگومری متشکل از دو مونومر می باشند که این دو ساختار توسط پیوندهای ضعیف یا قوی کووالانسی یا بین مولکولی به یکدیگر متصل شده اند. اصطلاح هومودیمر در مواقعی که دو دو دیمر کاملاً یکسان باشند(به عنوان مثال A-A) و هترودیمر زمانی که آنها متفاوت هستند (به عنوان مثال A-B) استفاده می گردد. عمل وارون دوپاره سازی یا دیمریزاسیون اغلب به نام تفکیک شناخته می گردد. هنگامی که دو یون با بار مخالف تشکیل یک دیمر را بدهند، آنها جفت یروم (Bjerrum pairs) نامیده می شوند.

## همچنین نگاه کنید
- مونومر
- تریمر
- پلیمر
- دیمر پروتئین